# Царски пъстролет
Царският пъстролет (Anax imperator) е вид водно конче от семейство Aeshnidae. Възникнал е преди около 5,33 млн. години по времето на периода неоген. Видът е незастрашен от изчезване.

## Разпространение и местообитание
Разпространен е в Австрия, Азербайджан, Албания, Алжир, Ангола, Армения, Афганистан, Беларус, Белгия, Босна и Херцеговина, Ботсвана, Бурунди, България, Великобритания, Габон, Гамбия, Гана, Гвинея, Германия, Гибралтар, Грузия (Абхазия), Гърция (Егейски острови и Крит), Дания, Демократична република Конго, Египет (Синайски полуостров), Екваториална Гвинея (Биоко), Еритрея, Естония, Етиопия, Замбия, Зимбабве, Йемен (Северен Йемен, Сокотра и Южен Йемен), Израел, Индия (Западна Бенгалия, Махаращра, Тамил Наду и Утаракханд), Йордания, Ирак, Иран, Ирландия, Испания (Канарски острови), Италия (Сардиния и Сицилия), Кабо Верде, Казахстан, Камерун, Кения, Кипър, Киргизстан, Лесото, Либерия, Либия, Ливан, Литва, Люксембург, Мавритания, Мавриций, Мадагаскар, Майот, Малави, Мали, Малта, Мароко, Мозамбик, Молдова, Монако, Намибия (Ивица Каприви), Нигер, Нигерия, Нидерландия, Обединени арабски емирства, Оман, Пакистан, Палестина, Полша, Португалия (Азорски острови и Мадейра), Северна Македония, Реюнион, Руанда, Румъния, Русия (Дагестан, Европейска част на Русия, Кабардино-Балкария, Карачаево-Черкезия, Краснодар, Северна Осетия и Ставропол), Сао Томе и Принсипи (Сао Томе), Саудитска Арабия, Свазиленд, Сенегал, Сирия, Словакия, Словения, Сомалия, Судан, Сърбия, Таджикистан, Танзания, Того, Тунис, Туркменистан, Турция, Уганда, Узбекистан, Украйна (Крим), Унгария, Франция (Корсика), Хърватия, Черна гора, Чехия, Швейцария, Швеция и Южна Африка (Гаутенг, Западен Кейп, Източен Кейп, Квазулу-Натал, Лимпопо, Мпумаланга, Северен Кейп, Северозападна провинция и Фрайстат).
Среща се на надморска височина от -6 до 57,5 m.

## Описание
Популацията на вида е стабилна.